# Национальный альянс за реконструкцию
Национальный альянс за реконструкцию (англ. National Alliance for Reconstruction; НАР) — бывшая политическая партия в Тринидаде и Тобаго. Образована в 1986 году. Правящая партия в 1986—1991 годах.

## История
Национальный альянс за реконструкцию был основан в 1986 году с целью стать мультирасовой партией. Национальный альянс за реконструкцию был сформирован бывшими членами Народного национального движения и несколькими оппозиционными партиями, включая Организацию за национальное восстановление (партию, созданную диссидентом ННД Карлом Хадсон-Филлипсом в 1980 году), Объединённый рабочий фронт, Конгресс демократического действия и Движение дома Тапиа — последние три партии уже сформировали избирательный Национальный альянс.
Национальный альянс за реконструкцию победила на выборах 1986 года, набрав около 66 % голосов избирателей страны, когда впервые с 1956 года Народное национальное движение не смогло получить более 50 % голосов и получив 33 из 36 мест в Палате представителей парламента. Артур Наполеон Реймонд Робинсон, ранее возглавлявший Конгресс демократического действия, стал премьер-министром.
Партия сформировала правительство с широкой национальной поддержкой и доброй волей, но поддержка снизилась, поскольку жёсткая экономическая политика и неолиберальная экономическая политика, введённая Программой структурной перестройки Международного валютного фонда, привели к росту безработицы и сокращению заработной платы на государственной службе на 10 %. Борьба за правительственные посты и экономическая политика раскололи партию и некоторые министры дезертировали уже через год у власти. В 1988 году бывший лидер Объединённого рабочего фронта Басдео Пандай был исключён из партии и увёл с собой пятерых бывших членов ОРФ, чтобы сформировать новый Объединённый национальный конгресс, в котором доминировали индо-тринидадцы. Впоследствии ещё пять депутатов дезертировали и стали независимыми.
В 1990 году Джамаат аль-Муслимин попытался извлечь выгоду из неудовлетворенности и осуществил попытку государственного переворота. Несмотря на то, что партия пережила попытку государственного переворота, НАР потерпела поражение на всеобщих выборах 1991 года, получив всего два места, причём оба в Тобаго. После поражения Робинсон подал в отставку с поста лидера партии, а несколько других видных членов НАР ушли, что сильно ослабило партию. На местных выборах 1992 года НАР потерпел ещё одно унизительное поражение, не набрав ни одного места. Однако НАР сохранил своё доминирующее положение в Палате собрания Тобаго, завоевав одиннадцать из двенадцати мест на выборах 1992 года.
Партия прошла быстрые смены руководства. Бывший министр работ Карсон Чарльз был руководителем с 1992 по 1993 год. Его сменил бывший министр финансов Селби Уилсон. Чарльз покинул НАР и сформировал собственную Партию национального развития. На дополнительных выборах 1994 года была предпринята попытка создать совместную платформу НАР и его двух дочерних партий — ОНК и НДП. Однако предложения не были реализованы. Объединённый национальный конгресс проводил политику привлечения «избирателей НАР», а не пытался создать ещё один формальный альянс. После того, как он не смог воссоединить партию, Уилсон подал в отставку, а НАР остался без лидера до выборов 1995 года. В этот период глава НАР Роберт Майерс был де-факто лидером. Когда в 1995 году были назначены выборы, Робинсона убедили вернуться и возобновить руководство партией.
На выборах 1995 года партия сохранила два места в Тобаго, но не смогла выиграть ни одного в Тринидаде. Тем не менее, она вошла в коалицию под руководством ОНК и вернулась в правительство. Робинсон был назначен экстраординарным министром и был избран президентом в 1997 году. Бывший спикер палаты Низам Мухаммед сменил его на посту руководителя НАР.
Тем не менее партия продолжала ослабевать и разрушаться. Партийная позиция ещё ослабла, когда два члена парламента от Народного национального движения перешли на сторону правительства и стали независимыми. На выборах в Тобаго в 1996 году депутат Ассамблеи НАР Дебора Мур-Миггинс выступила в качестве независимого кандидата и победила, хотя партия получила десять из двенадцати мест. Тем не менее, двое других членов собрания Тобаго от НАР позже вышли из неё и присоединились к новой Партии расширения прав и возможностей народа.
Во время местных выборов 1996 года НАР участвовал примерно в трети из 124 мест, в то время как ОНК — в оставшихся двух третях. Однако большинство мест, оспариваемых НАР, были оплотами ННД, где НАР не имел поддержки. Даже в таких местах, как Арима, где НАР потенциально мог бы победить, независимые кандидаты разделили голоса избирателей, что привело к победам ННД. НАР не получил ни одного места и обвинил ОНК в поддержке независимых участников, намеренно препятствуя НАР восстановить представительство в Тринидаде.
Дальнейшие проблемы для партии появились от её двух депутатов. Морган Джоб (который занял место Робинсона) часто выступал на стороне ОНК против руководства НАР, в то время как другой сблизился с PEP и в конечном итоге стал независимым. Партия впоследствии вышла из правительства. Лидер партии Низам Мухаммед не стремился к переизбранию и бывший генеральный прокурор Энтони Смарт стал новым лидером НАР в 1999 году. На выборах 2000 года партия получила всего одно место.
В следующем 2001 году партия проиграла выборы в Палату собрания Тобаго, потерпев поражение от ННД. В 2001 году были проведены досрочные общенациональные выборы, в результате которых НАР утратила свое единственное место. На других досрочных выборах в следующем 2002 году партия увеличила свою долю голосов до 1,1 %, но не смогла вернуть представительство в парламенте.
В 2004 году часть крыла Тобаго, возглавляемая Хочой Чарльзом, откололась от НАР и восстановила бывший Конгресс демократического действия, сократив представительство НАР в палате Тобаго до двух мест. На выборах 2005 года в Тобаго НАР получил всего 113 голосов и потерял оба места, после чего де-факто прекратила своё существование.

## Лидеры партии
- Артур Наполеон Реймонд Робинсон (1986—1991, 1995—1997)
- Карсон Чарльз (1992—1993, 2005)
- Селби Уилсон (1993—1994)
- Низам Мохаммед (1997—1999)
- Энтони Смарт (1999—2001)
- Леннокс Санкерсингх (2001—2005)